# Wolterton
Wolterton – wieś w Anglii, w Norfolk. W 1931 wieś liczyła 58 mieszkańców. Wolterton jest wspomniana w Domesday Book (1086) jako Ultertuna/Ultretune.